# Franklin County (Illinois)
Franklin County is een county in de Amerikaanse staat Illinois.
De county heeft een landoppervlakte van 1.067 km² en telt 39.018 inwoners (volkstelling 2000). De hoofdplaats is Benton.

## Bevolkingsontwikkeling

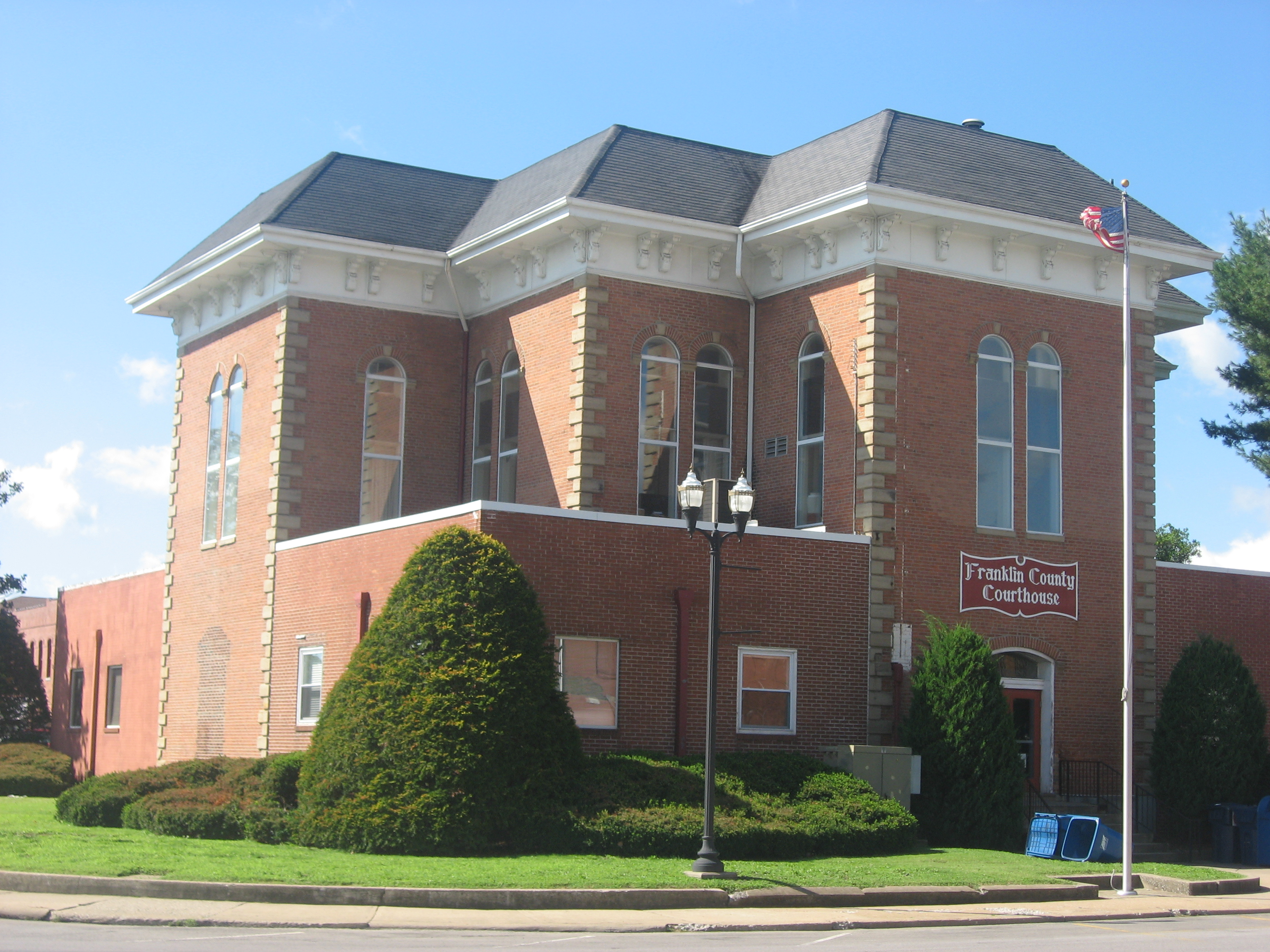
Franklin County Courthouse